# Shahrestān di Shadegan
Lo shahrestān di Shadegan (farsi شهرستان شادگان) è uno dei 26 shahrestān del Khūzestān, in Iran. Il capoluogo è Shadegan.